# All (hudební skupina)
All je americká pop punková hudební skupina, která vznikla v roce 1987 a pochází z Fort Collins v Coloradu. Vznikla ze zbylých členů kapely Descendents poté, co ji opustil frontman Milo Aukerman kvůli studiím. Svoje jméno si zvolili podle tehdy posledního alba Descendents All. K nim se na místo zpěváka přidal Dave Smalley ze skupiny Dag Nasty a DYS. V roce 1988 vydali svoje první dvě alba Allroy Sez a EP album Allroy for Prez (obojí přes Cruz Records). V roce 1989 kapelu opustil Smalley a místo něj přišel Scott Reynolds. S ním vydali postupně další čtyři alba - Allroy's Revenge (1989), Allroy Saves (1990), Percolater (1992) a koncertní album Trailblazer. V této době vydali také album New Girl, Old Story s bývalým členem Descendents Tonym Lombardem pod názvem Tonyall.
Pod Interscope Records vydali v roce 1995 album Pummel, ale záhy se s vydavatelstvím rozešli kvůli neshodám. Nakonec podepsali smlouvu s vydavatelstvím Epitaph Records. V tu dobu se také do Descendents vrátil někdejší frontman Aukerman a obě kapely pokračovaly po boku, All vydali další tři alba Mass Nerder (1998) a Problematic (2000) a s splitové koncertní album s Descendents Live Plus One. Poté měla kapela období nečinnosti, při kterém Stevenson a Alvarez spolupracovali se skupinou The Lemonheads a Stevenson sám i s kapelou Only Crime. V roce 2008 kapela opět obnovila činnost, k roku 2015 je však Problematic stále jejich posledním studiovým albem. Příběh obou kapel zachytil filmový snímek FILMAGE: The Story of DESCENDENTS/ALL, který režírovali Matt Riggle a Deedle LaCour.

## Diskografie
- Allroy Sez (1988)
- Allroy's Revenge (1989)
- Allroy Saves (1990)
- New Girl, Old Story (1991)
- Percolater (1992)
- BreakingThings (1993)
- Pummel (1995)
- Mass Nerder (1998)
- Problematic (2000)